# Sainte-Chapelle
Sainte-Chapelle (franska: Heliga kapellet) är ett gotiskt kapell beläget på Île de la Cité i Paris. Det började planeras 1241, byggnationen påbörjades året därpå och kapellet färdigställdes den 23 april 1248. Kapellet uppfördes av Ludvig IX i anslutning till Palais de la Cité för att härbärgera Jesu Kristi törnekrona, en del av Kristi kors och andra reliker. Det kungliga palatset är idag försvunnet; kvar är idag endast Sainte-Chapelle, helt omgärdat av Palais de Justice. 
Kristi törnekrona och några andra reliker köptes 1239 från kejsaren av Konstantinopel, Balduin II, för den enorma summan 135 000 livre; kapellet kostade endast 40 000 livre att uppföra. 
Det kungliga kapellet är dekorerat med 15 målade glasfönster, träsniderier föreställande de tolv apostlarna samt ett magnifikt rosettfönster som återger uppenbarelseberättelsen i 86 glasfält. Rosettfönstret var en gåva från Karl VIII år 1485. Från palatset kunde kungen gå direkt till kapellet via en övertäckt passage. Under det kungliga kapellet finns ytterligare ett kapell som var byggt som församlingskyrka för anställda vid palatset. 
Under franska revolutionen användes kapellet som kontor och fönstren skymdes av stora arkivskåp. På detta sätt skyddades de från vandalism; under revolutionen förstördes spiran och relikerna flyttades till Notre-Dame de Paris. Den nuvarande 75 meter höga spiran tillfördes av Viollet-le-Duc 1853 och 1862 förklarades byggnaden som ett historiskt monument.

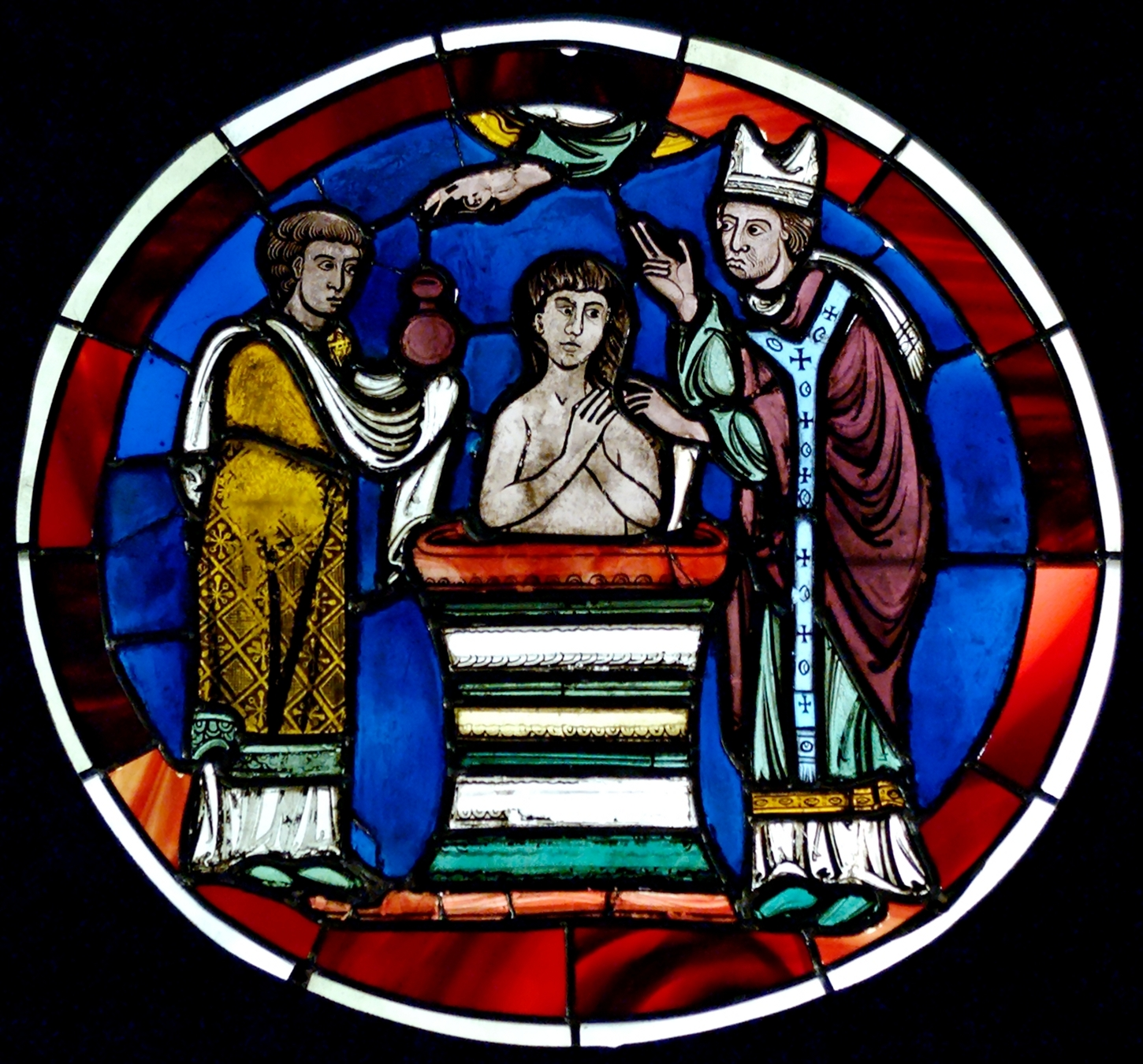
Glasmålning som skildrar ett dop (nu i Musée de Cluny).